# 2173 Maresjev
2173 Maresjev eller 1974 QG1 är en asteroid i huvudbältet som upptäcktes den 22 augusti 1974 av den sovjetisk-ryska astronomen Ljudmila Zjuravljova vid Krims astrofysiska observatorium på Krim. Den har fått sitt namn efter Aleksej Maresjev.
Asteroiden har en diameter på ungefär 28 kilometer.